# جيمس أوسوليفان
جيمس أوسوليفان (بالإنجليزية: James O'Sullivan)‏ هو أكاديمي أيرلندي، ولد في 1 مايو 1986 في كورك في جمهورية أيرلندا.

## وصلات خارجية
- الموقع الرسمي